# Украинска минога
Украинската минога (Eudontomyzon mariae) е вид безчелюстна риба от семейство Миногови (Petromyzontidae). Видът не е застрашен от изчезване, но е включен в Червената книга на България като критично застрашен.

## Разпространение и местообитание
Разпространен е в Австрия, Беларус, България, Латвия, Литва, Молдова, Полша, Северна Македония, Румъния, Русия, Словакия, Словения, Сърбия, Украйна, Унгария, Хърватия, Черна гора и Чехия.
Обитава пясъчните дъна на сладководни басейни, морета, реки и потоци.

## Описание
На дължина достигат до 22,2 cm.
Продължителността им на живот е около 7 години. Популацията на вида е намаляваща.